# Cienfuegos (stad)
Cienfuegos is een gemeente en stad op Cuba aan de zuidkust van het eiland Cuba. De stad is de hoofdstad van de gelijknamige provincie. De naam van de stad betekent: honderd vuren.
Cienfuegos is een universiteitsstad, gebouwd aan een grote tamelijk vervuilde baai met slechts een kleine strook strand op de kop van het schiereiland Punta Gorda. De boulevard richting Punta Gorda heet, net als in Havana, de Malecón. Cienfuegos, hoewel bezocht door veel individueel reizende toeristen, is nog niet ontdekt door het massatoerisme.
Het gedeeltelijk gerestaureerde centrum heeft veel statige gebouwen en kleurrijke huizen. De buitenwijken worden echter gekenmerkt door fantasieloze vervallen betonbouw.
Het Parque José Marti heeft een speciale charme. Op dit plein vindt men het Teatro Tomas Terry waar in roemrijkere tijden grootheden als Enrico Caruso en Sarah Bernhardt hebben opgetreden. Het originele Palacio de Valle in Punta Gorda is een unicum. Met zijn bombastische mix van Venetiaanse en Moorse motieven doet het aan het Alhambra van Granada denken.

## Bezienswaardigheden
- Castillo de Nuestra Señora de los Ángeles de Jagua - fort
- Arco de Triunfo - de enige Arco de Triunfo in Cuba
- Catedral de Nuestra Señora de la Purísima Concepción - kathedraal met glas-in-loodwerk, gebouwd in 1833-1869
- Delfinario - dolfijnen en zeeleeuwen in een zoutwaterlagune
- Jardín Botánico de Cienfuegos - 97 hectare botanische tuin
- Museo Provincial - meubilair en porseleinmuseum
- Palacio de Valle - gebouwd in 1913-1917 in neogotische stijl
- Palmira Yorubá Pantheon - museum voor religieus afro-katholiek syncretisme
- Parque José Martí - park in Plaza de Armas
- Quintero sigarenfabriek
- Universiteit van Cienfuegos "Carlos Rafael Rodríguez" (UCF) - de hogeschool van de provincie.
- Rancho Luna strand
- Nicho

## Geboren
- Osvaldo Dorticós Torrado (1919-1983), president van Cuba
- Luis Posada (1928-2018), Cubaans-Amerikaans terrorist
- Anaysi Hernández (1981), judoka
- Yanet Bermoy (1987), judoka

## Galerij

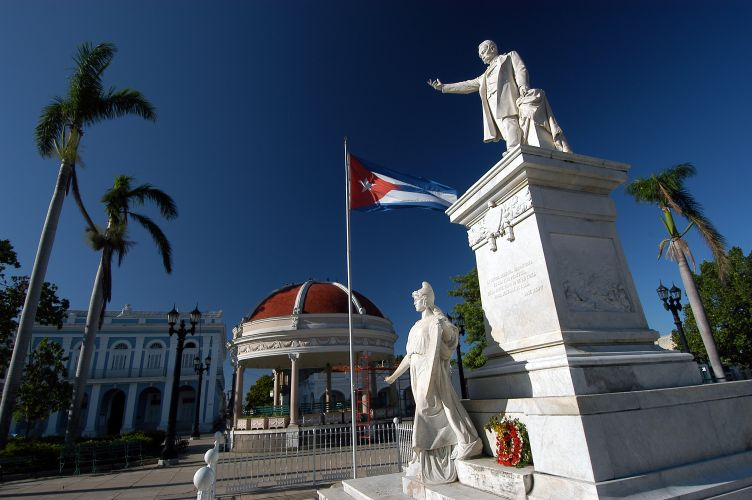
Het Parque Marti in Cienfuegos
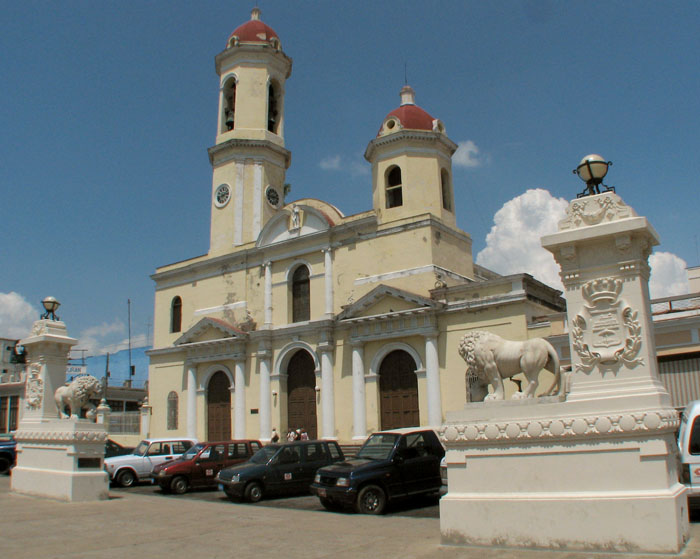
Kathedraal van Cienfuegos
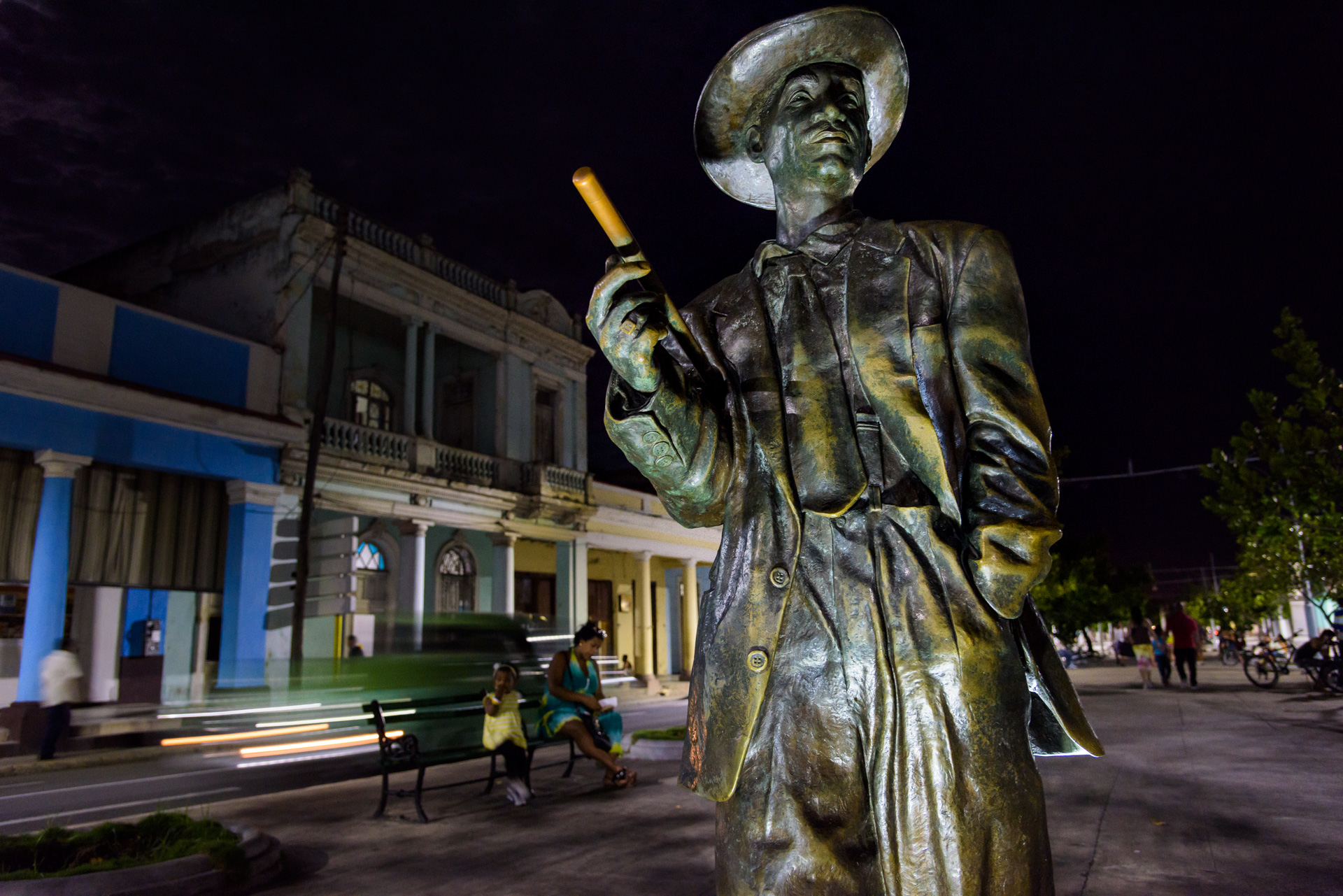
Standbeeld van Benny Moré
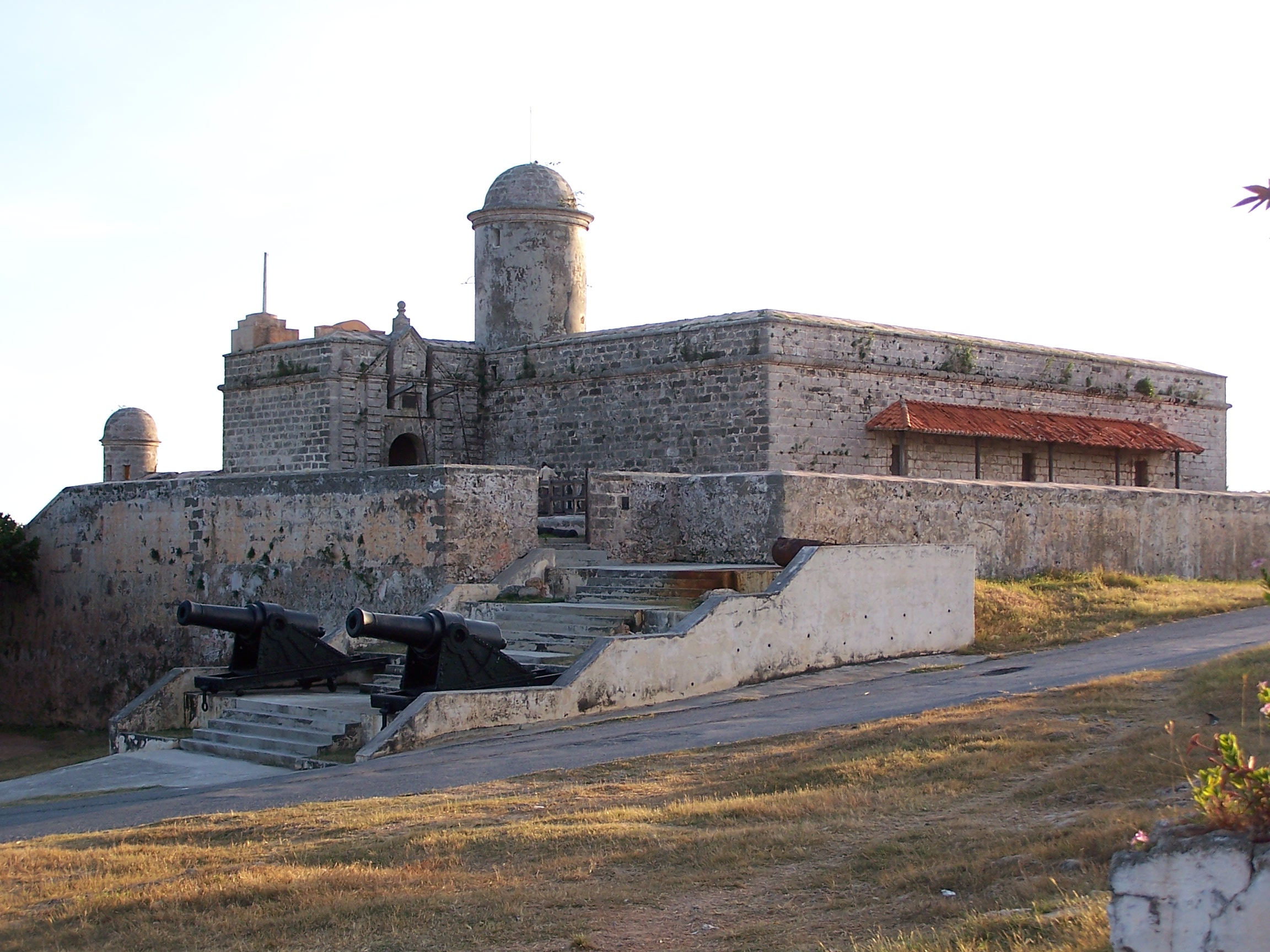
Fort van Jagua
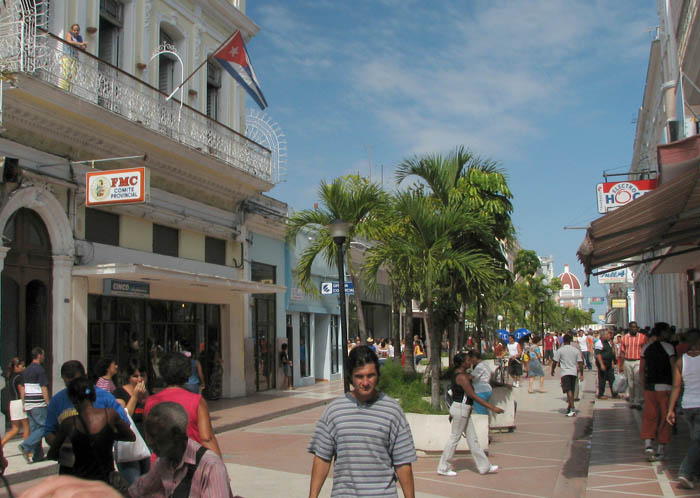
Wandelboulevard
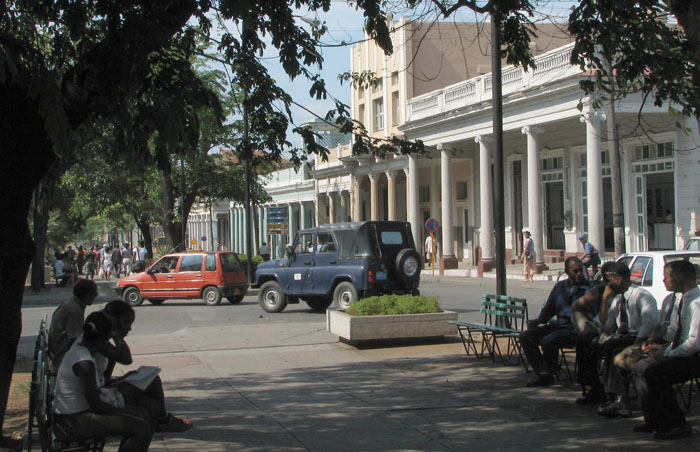
Prado
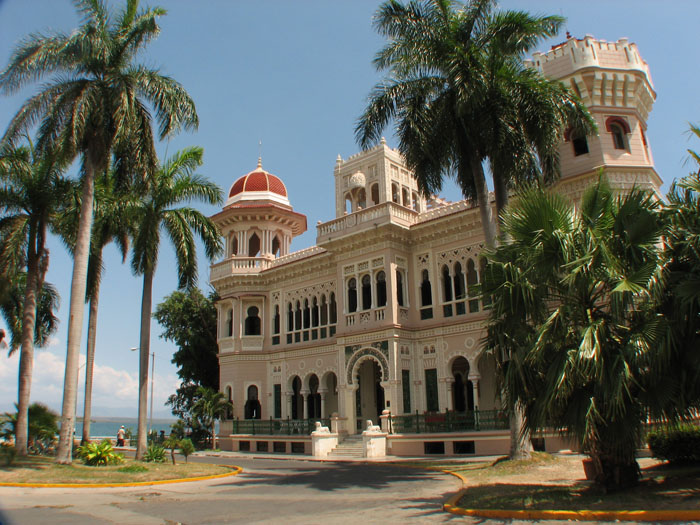
Palacio de Valle in Punta Gorda
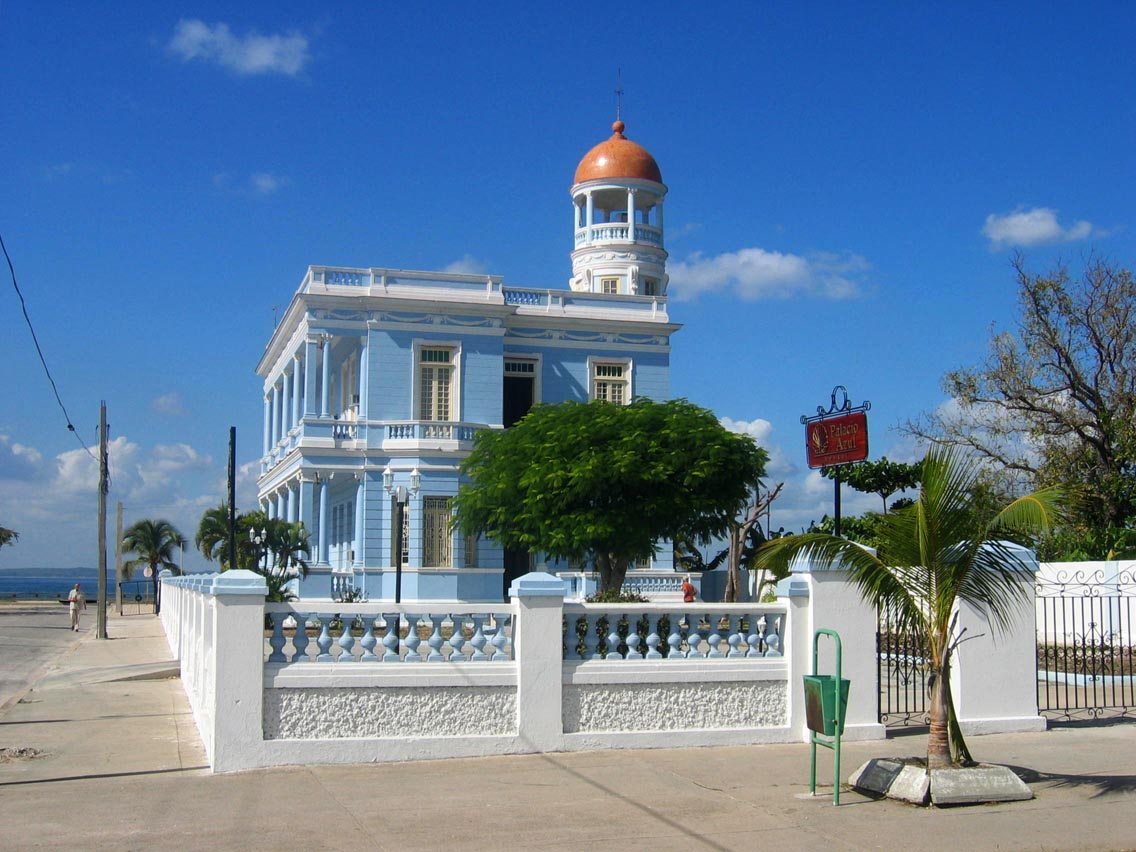
Palacio Azul (Het Blauwe Paleis)
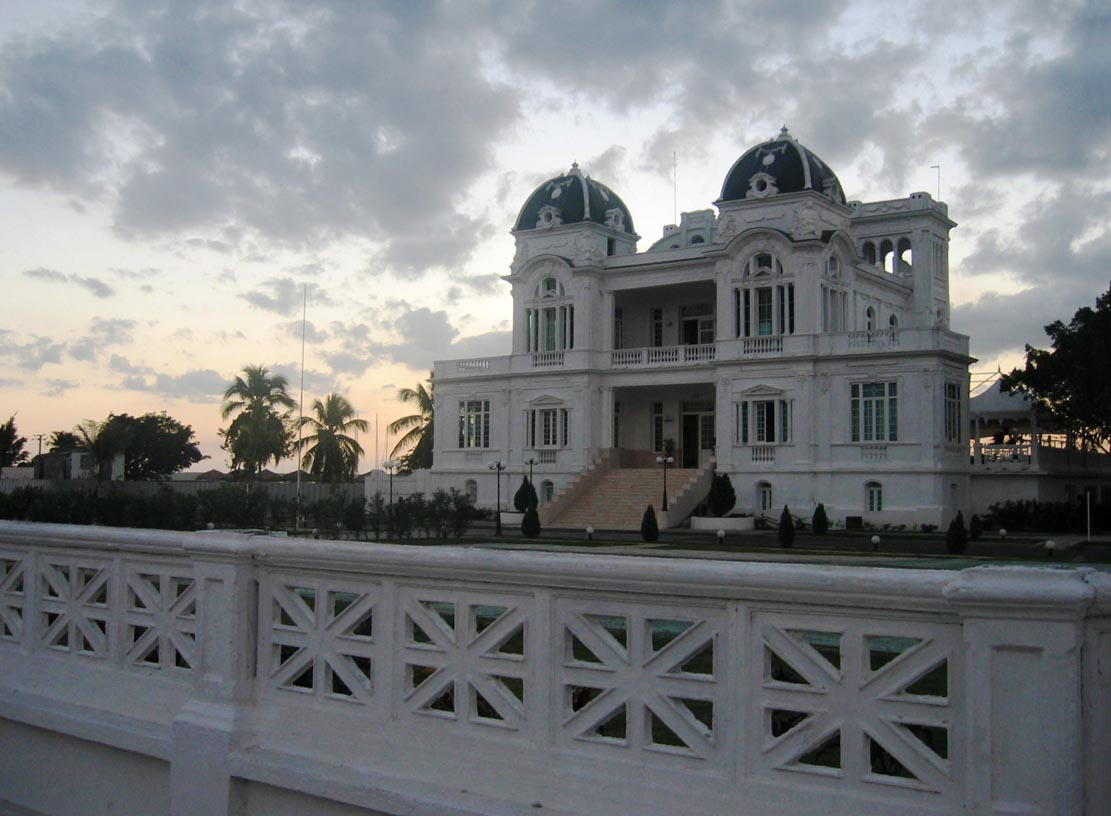
De jachtclub in Cienfuegos
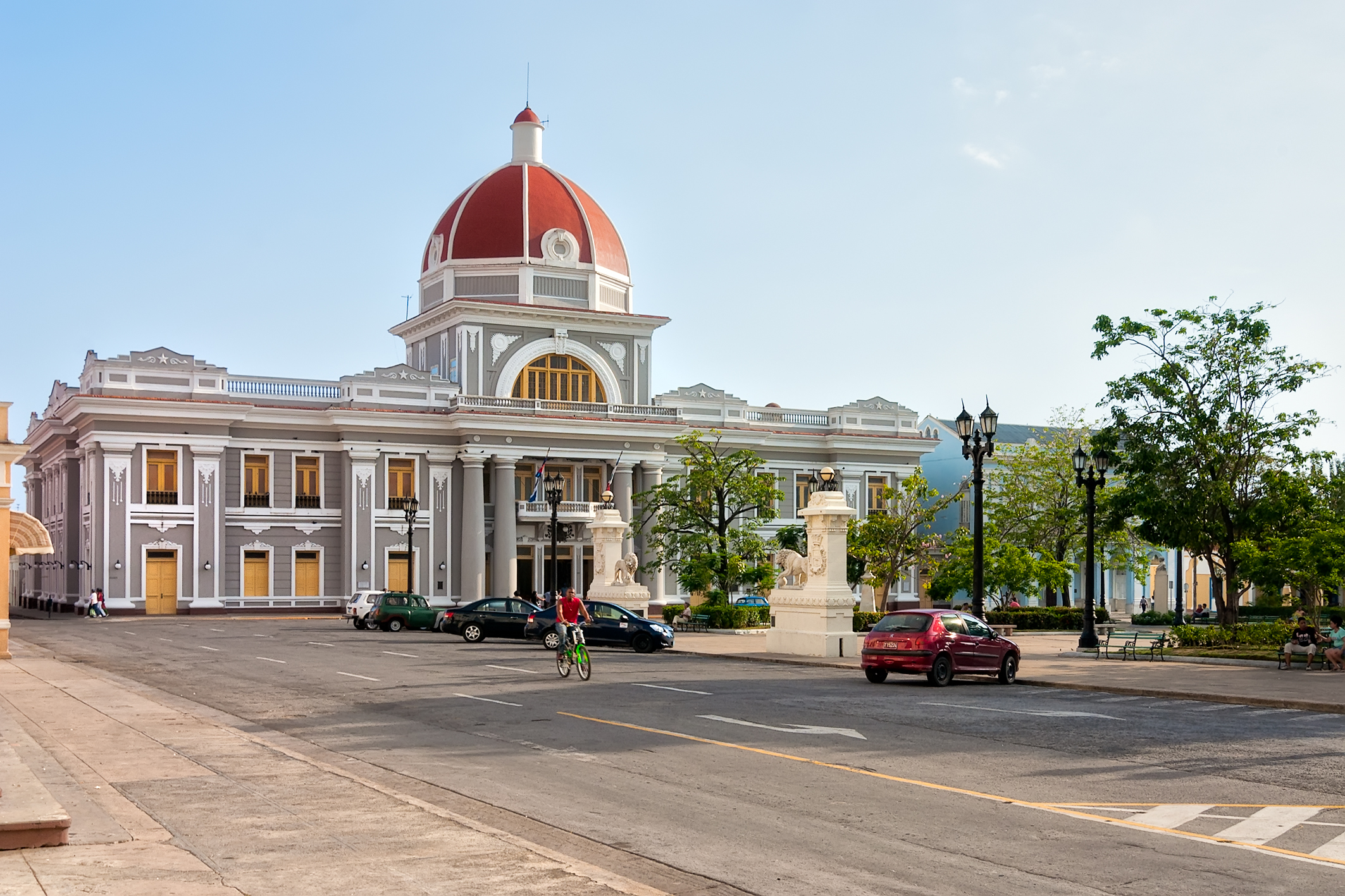
Het stadhuis van Cienfuegos
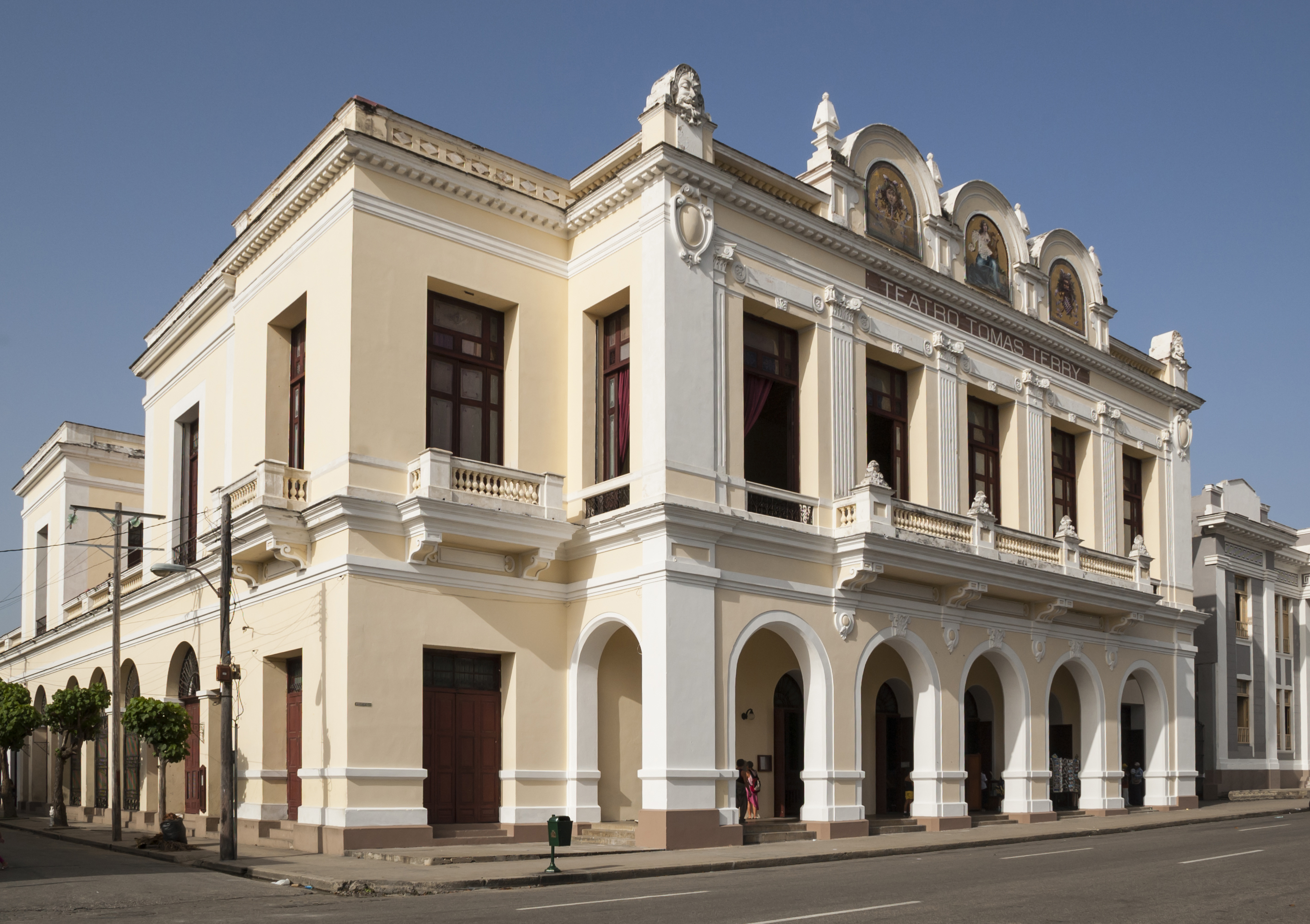
Teatro Tomas Terry
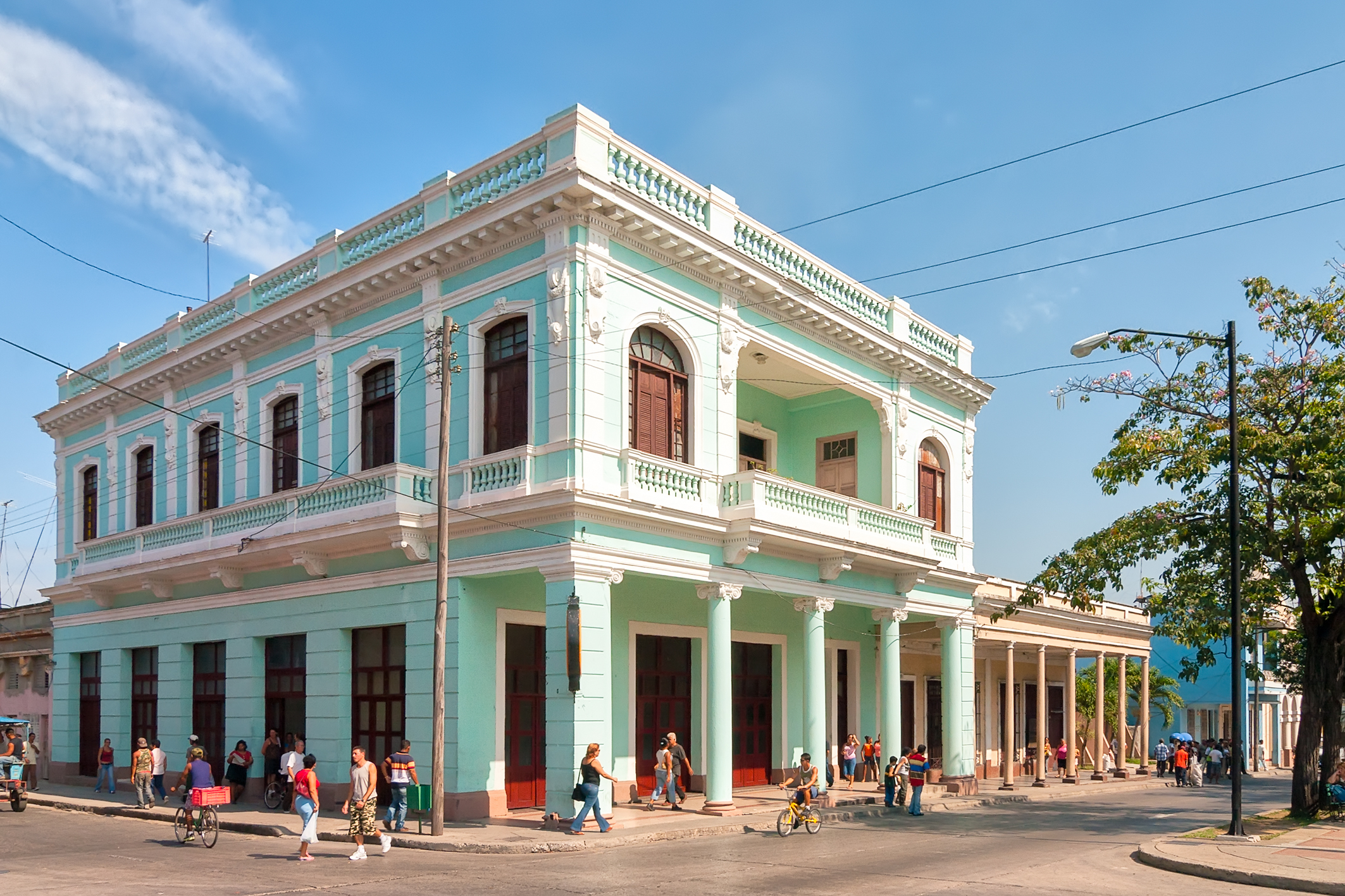
Historisch gebouw aan de Paseo del Prado
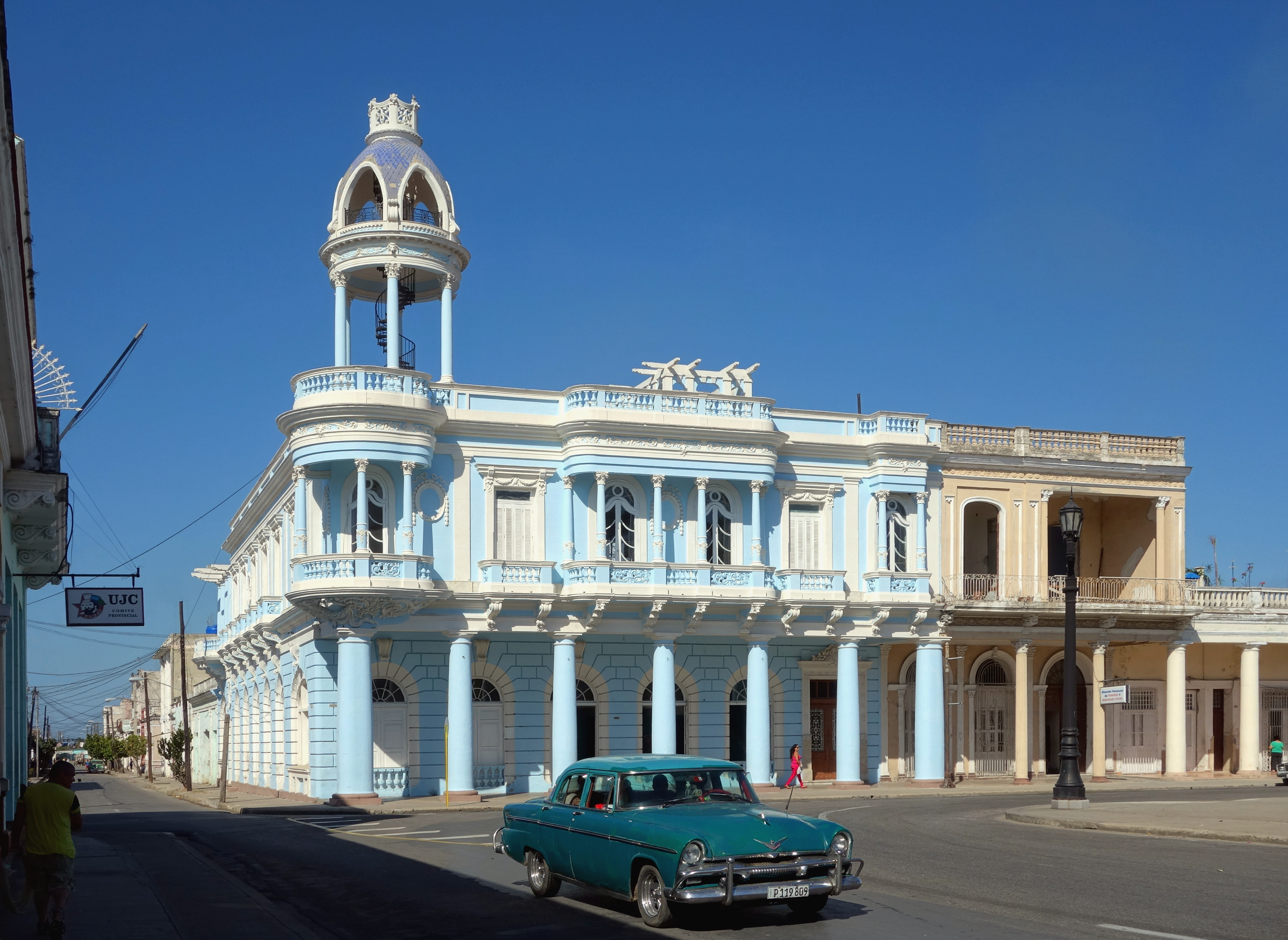
Palacio Ferrer in Spaanse koloniale architectuur
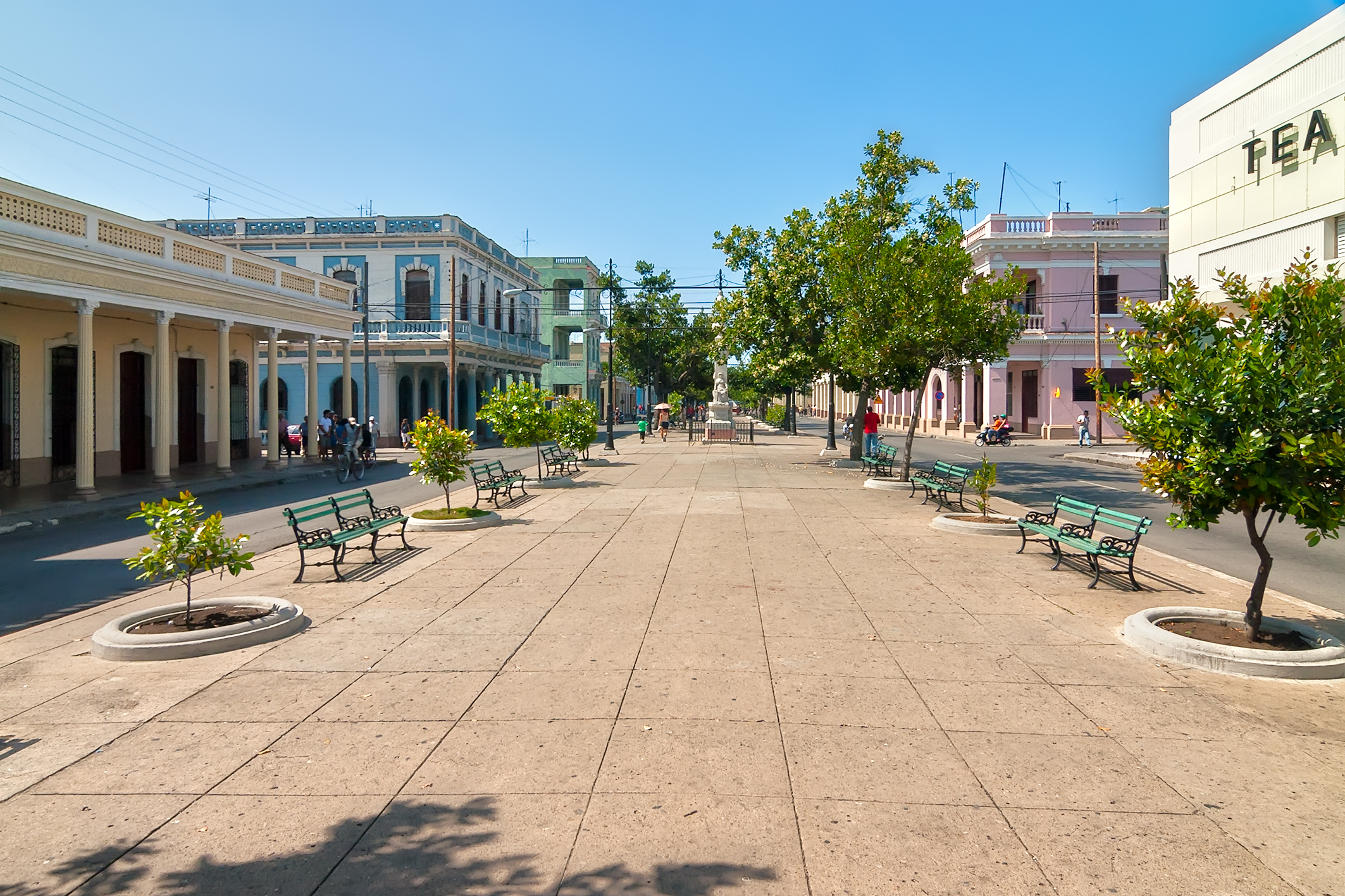
De promenade van Cienfuegos
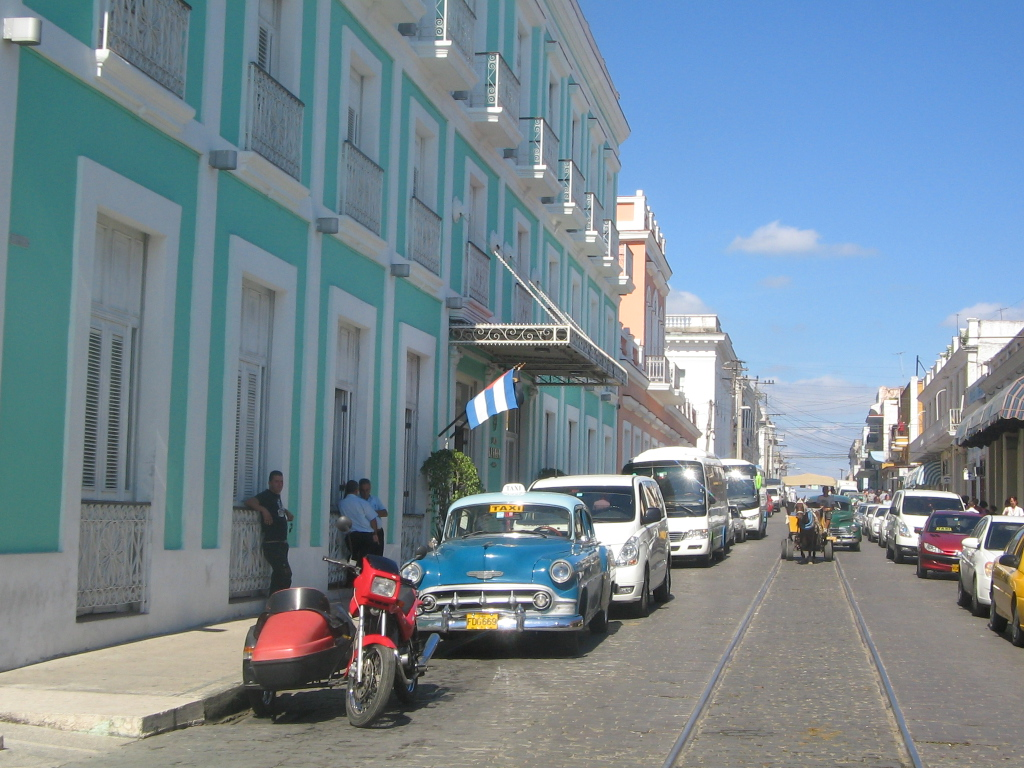
De centrale Calle D'Clouet met het "Hotel La Unión" (links) en de overblijfselen van het spoor van de voormalige stedelijke tram

- Gemeinsame Normdatei: 4540917-1
- Library of Congress Control Number: n88080919
- MusicBrainz: 2ea453cb-f5bc-41f0-9497-f25e0ba3faa4
- National Archives and Records Administration: 10037351
- Nationale Bibliotheek van Israël: 987007564798205171
- Virtual International Authority File: 132628730
- WorldCat: E39PBJqw3jJCkY3pxMpvBcj6Kd

Oud Havana en zijn vestingwerken · Trinidad en Valle de los Ingenios · Castillo de San Pedro de la Roca · Nationaal park Desembarco del Granma · Viñales-vallei · Archeologisch landschap van de eerste koffieplantages in het zuidoosten van Cuba · Nationaal park Alejandro de Humboldt · Historisch centrum van Cienfuegos · Historisch centrum van Camagüey